# Viktor von Weizsäcker
Viktor von Weizsäcker (Stoccarda, 21 aprile 1886 – Heidelberg, 9 gennaio 1957) è stato un fisiologo e antropologo tedesco.

## Biografia
Nacque a Stoccarda da Paula von Meibom e Karl Hugo von Weizsäcker, che fu primo ministro del Württemberg dal 1906 al 1918. Tra i suoi nipoti ebbe Carl Friedrich, importante fisico nucleare della scuola di Heisenberg, e Richard, Presidente della Repubblica Federale tedesca e poi della Germania riunificata. Viktor studiò a Tubinga, Friburgo, Berlino e Heidelberg, dove si laureò in medicina nel 1910 e dove divenne primario di neurologia della Clinica medica di Heidelberg nel 1920. Tra i suoi maestri ebbe i fisiologi Johannes von Kries e Rudolf von Krehl. Al 1926 risale l'importante incontro a Vienna con Sigmund Freud, la cui opera influenzerà notevolmente la sua riflessione medica. Altrettanto importante fu il suo rapporto con Max Scheler: sia Freud che Scheler sono citati da Weizsäcker come i principali ispiratori della sua Medizinischen Anthropologie. Dal 1926 al 1929 fu co-editore, con il filosofo ebreo Martin Buber e il teologo cattolico Joseph Wittig della importante rivista interconfessionele "Die Kreatur", che ebbe tra i suoi ispiratori anche Franz Rosenzweig. Nel 1941 divenne docente di neurologia all'Università di Breslavia, e nel 1945 tornò a Heidelberg come professore di medicina. Durante il conflitto perse al fronte due dei suoi quattro figli. A Heidelberg, nonostante le resistenze di Karl Jaspers, riuscì a promuovere la fondazione del primo Istituto universitario di Medicina Psicosomatica, guidata dal suo allievo Alexander Mitscherlich. Ammalatosi del morbo di Parkinson nel 1951, morì il 9 gennaio 1957.

## Teoria
È noto in particolare per i suoi studi pionieristici sulla medicina psicosomatica, di cui fu uno dei precursori, e per le sue teorie riguardanti l'antropologia medica di cui fu di fatto il fondatore. Partendo dalla psicoanalisi fu un convinto sostenitore della necessità di vedere la malattia come risultato di una interazione costante e strutturale tra corpo e psiche, nella convinzione che ogni disturbo fisico fosse collegato in qualche modo alla dimensione psichica e che ogni disturbo psichico fosse collegato a quella fisica. La medicina psicosomatica avrebbe dovuto, contro il positivismo, riconoscere questa influenza reciproca e tentare di coglierne il nesso e le leggi di tale reciproco condizionamento. All'antropologia medica assegnò il compito di "introdurre il soggetto nella medicina" facendo leva sul concetto di "Gestaltkreis" e sull'equivalenza tra anima e corpo, giungendo a una ridefinizione del concetto di "malattia". A partire dalla psicologia della Gestalt ha elaborato il concetto di Gestaltkreis, relativo alla costante rimodulazione degli eventi biologici attraverso l'esperienza.
Per Gestaltkreis egli intende quel principio in base al quale tra soggetto e oggetto esiste un rapporto di reciproco condizionamento, circolare, per cui non è mai possibile tracciare un nesso di causalità unidirezionale tra A e B; di fatti ogni essere vivente è sin dall'inizio in un rapporto di co-appartenenza con ciò che lo circonda nel senso che il movimento del soggetto avviene in risposta all'oggetto percepito, ma la percezione dell'oggetto è sempre comunque condizionata dal modo in cui il soggetto si muove nel mondo. Il movimento del soggetto rende possibile la percezione dell'oggetto, ma contemporaneamente è l'oggetto esterno a determinare in qualche modo il movimento del soggetto. Il soggetto è dunque tanto determinato dal mondo circostante quanto lo determina in un nesso circolare originario e infinito. In medicina questo implica una profonda riconsiderazione del nesso tra paziente e malattia, tra medico e paziente, poiché il paziente tanto subisce quanto crea la propria malattia e il medico nel suo atto di cura tanto condiziona il malato quanto ne è condizionato. Per questo l'Antropologia medica di Viktor von Weizsäcker è strettamente legata agli odierni tentativi compiuti dalle Medical Humanities circa il bisogno di una riconsiderazione del classico rapporto paternalistico esistente tra medico e paziente.
Le sue opere più note sono Der Gestaltkreis. Theorie der Einheit von Wahrnehmen und Bewegen (1940) e Pathosophie, opera incompiuta del 1956.